# 川辺村強盗殺人事件
川辺村強盗殺人事件（かわべむらごうとうさつじんじけん）とは、1952年（昭和27年）11月21日に、長野県北佐久郡川辺村（現・小諸市）で発生した事件。

## 事件の概要
1952年11月21日早朝、長野県道小諸南御牧線（現・長野県道142号八幡小諸線）の宮沢トンネル近くで頭を鈍器で殴打された他殺体が発見された。
近くの村の人間であったので身元はまもなく判明した。遺族によると、被害者は前日に小諸町（現・小諸市）のえびす講に出かけ、その帰途に襲われて殺されたらしいこと、また、えびす講で飲み食いするために現金の入った財布を持ち出したはずであることが判明し、その財布が見当たらないことから、現金を奪う目的で殺した強盗殺人事件であることが分かった。
国家地方警察長野県本部では、直ちに捜査本部を設け捜査に当たった。祭りの最中に起きた事件であったため、捜査は難航を極めたが、翌年1953年4月に入り、飲食店の従業員から「事件当日夜明けに馴染みの朝鮮人のお客さんが現れた。その人のワイシャツに血のようなものが付いていた。以前に薬用人参の商売をしているという話を聞いたことがあったが、あの日以降来なくなった」という興味深い情報がもたらされた。
捜査を進めた結果、その人物は神戸市に住所を置く前科3犯の朝鮮人で、今回の事件発生直前まで薬用人参が盗まれる事件が川辺村で頻発していたことが分かった。
国警長野県本部の捜査員が神戸に出張して捜査をおこなった結果、犯人が自宅に戻ったという情報を探知した。そこで神戸市警察の協力も得て、犯人の自宅を包囲し犯人を逮捕した。

## 事件の顛末
11月20日午後11時頃に、薬用人参を盗みに移植コテを持って出かけた。その途中で、ほろ酔い気分の被害者に話しかけられ、一緒に話しながら歩くことになった。そして「薬用人参を盗むより、この人を殺して金を奪うほうが手っ取り早い」という邪心が芽生え、トンネルの前に指しかかったところで、持っていた移植コテで被害者を殴打し死亡させた。そして財布の金を奪って逃走した。

## 判決
犯人は強盗殺人罪で起訴され、一・二審とも無期懲役の判決が下った。最高裁判所では、「取調中に拷問を受けて、事実でない強盗殺人を自白させられた。これはデッチアゲだ」と冤罪を主張したが、上告棄却となり無期懲役が確定した。